# 谷所敬
谷所 敬（たにしょ たかし、1948年2月26日 - ）は、日本の経営者。日立造船（現：カナデビア）社長、会長を務めた。大阪府出身。

## 経歴・人物
天王寺高等学校、京都大学工学部数理工学科をへて、1973年に京都大学大学院を修了し、同年に日立造船に入社した。2010年に取締役に就任し、2012年に常務を経て、2013年4月に社長に就任。後に会長も兼任し、2020年4月には会長に専任。